# Kotlina Orawska
Kotlina Orawska (słow. Oravská kotlina) – zachodnia część Kotliny Orawsko-Nowotarskiej, znajdująca się w zlewisku Morza Czarnego. Tylko niewielka część znajduje się w granicach Polski, większa jej część znajduje się na Słowacji.

## Topografia
- od wschodu Kotlina Orawska jeszcze na terenie Polski przechodzi w Kotlinę Nowotarską. Granicę między nimi tworzy bardzo słabo zaznaczony w terenie Europejski Dział Wodny. Przebiega on tutaj między Orawą (zlewisko Morza Czarnego) a Dunajcem (zlewisko Bałtyku). Biegnie od Koniówki po zachodniej stronie rzeki Czarny Dunajec na północ do miejscowości Piekielnik[2].
- od północy kotlina w obrębie Polski graniczy z Beskidem Żywieckim. Na Słowacji wcina się w południowo-zachodnim kierunku pomiędzy Pogórze Półgórzańskie (Podbeskydská vrchovina) a Magurę Orawską (Oravská Magura),
- od południowego zachodu graniczy z Magurą Orawską (Oravská Magura)
- od południa graniczy z Pogórzem Orawskim (Oravská vrchovina)
- od południowego wschodu graniczy ze Skoruszyńskimi Wierchami (Skorušinské vrchy)[3].

## Geologia i rzeźba terenu
Cała Kotlina Orawsko-Nowotarska powstała w neogenie w wyniku ugięcia się obszaru pomiędzy łańcuchami górskimi i pogórzami. W wytworzonej w ten sposób niecce powstało jezioro, które z czasem zapełniło się osadami żwirów i iłów; ich grubość sięga 300 m. Również w czwartorzędzie podczas kolejnych okresów zlodowaceń stożki napływowe gromadziły tutaj lodowcowo-rzeczne osady i jezioro zniknęło. Dzisiaj na dnie Kotliny Orawskiej znów jest jezioro – jest to Jezioro Orawskie (Vodná nádrž Orava) powstałe po wybudowaniu zapory wodnej na Orawie na Słowacji.

## Zagospodarowanie
Gęstość zaludnienia znaczna, miejscowości rozłożone wzdłuż rzek. Są trzy miasta: Twardoszyn, Trzciana i Namiestów, większe wioski to: Liesek, Suchá Hora, Vitanová i Zubrohlava. Dnem doliny biegnie międzynarodowa z Krakowa przez Chyżne i Dolny Kubin do Budapesztu.